# Vincent Luis
Vincent Luis (Vesoul, 27 giugno 1989) è un triatleta francese, vincitore della medaglia di bronzo ai Giochi olimpici estivi di Tokyo 2020 nella gara a squadre.

## Carriera

### Junior
Nel 2006 è arrivato 5° ai Campionati europei di triathlon di Autun, in Francia.
Nello stesso anno si è classificato 14° Campionati del mondo di triathlon di Losanna.
Nel 2007 è arrivato 3° Campionati del mondo di triathlon di Amburgo.
Nello stesso anno si è classificato 6° agli Europei di triathlon di Copenaghen.
Nel 2008 si laurea campione del mondo ai mondiali di triathlon di Vancouver. Vince anche gli europei di triathlon di Lisbona

### Élite
Il 2008 è per Vincent anche l'anno del debutto nella categoria élite.
Vince la gara di coppa europa di Athlone in Irlanda.
Nel 2010 vince la gara di coppa europa di Ginevra e ottiene un 3º posto nella gara di coppa del mondo di Tongyeong nella Corea del Sud.
Nel 2011 vince la gara di coppa europa di Quarteira in Portogallo.
Si classifica 3° nelle competizioni internazionali di Agadir e di Brasschaat.
Nel 2012 è arrivato 3° nella competizione di Stoccolma.
Ai Giochi olimpici di Londra si classifica all'11º posto assoluto.
Nel 2013 vince i campionati nazionali francesi.
Nel 2014 si classifica 2º nella gara della serie dei mondiali di Amburgo, all spalle del campione olimpico Alistair Brownlee. Nello stesso anno raggiunge il gradino più basso del podio ai Campionati francesi di triathlon sprint.
Nel 2015 vince la gara della serie dei mondiali di Amburgo, davanti agli spagnoli Javier Gómez e Mario Mola. Si classifica al 2º posto nella gara della serie dei mondiali di Abu Dhabi, alle spalle di Mario Mola e davanti al sudafricano Richard Murray. È sul gradino più basso del podio nelle due gare della serie dei mondiali di Londra e di Città del Capo. Questi risultati gli permettono di conseguire la medaglia di bronzo nella serie dei Campionati del mondo di triathlon del 2015 con 4.421 punti, alle spalle degli spagnoli Javier Gómez (4.930 punti) e Mario Mola (4.794 punti).
Nello stesso anno si classifica al 2º posto ai campionati nazionali francesi.
Nel 2016 si classifica al 7º posto ai giochi olimpici di Rio de Janeiro, vinti ancora dal britannico Alistair Brownlee.
Nel 2017 vince la Gran Finale dei Campionati del mondo di Rotterdam, davanti al norvegese Kristian Blummenfelt e allo spagnolo Mario Mola. In precedenza, aveva conseguito un 3º posto nella gara della serie dei mondiali di Abu Dhabi.
Nel 2018 arriva a podio in tre gare della serie dei mondiali di triahlon. In particolare siu classifica 2° nello sprint di Amburgo e 3° rispettivamente nello sprint di Abu Dhabi e nell'olimpico di Leeds.
A fine stagione vince la Gran Finale dei Campionati del mondo di Gold Coast in Australia.
Si laurea, infine, nuovamente i campione nazionale francese.
Nel 2019 vince la gara della serie dei mondiali di Yokohama e arriva 2º alla competizione di Amburgo, dietro all'australiano Jacob Birtwhistle. Vince, inoltre, la gara di coppa del mondo di Banyoles. Grazie a questi risultati si laurea campione del mondo, vincendo la serie dei mondiali del 2019 con 5.095 punti, davanti agli spagnoli Mario Mola (4.939 punti) e Javier Gómez (4.533 punti).
Nel 2020 si laurea per la seconda volta consecutiva campione del mondo di triathlon ai mondiali di Amburgo, vincendo davanti al portoghese Vasco Vilaca e al francese Léo Bergere.

## Palmarès
| Giochi olimpici      | Giochi olimpici         | Giochi olimpici | Giochi olimpici |
| Anno                 | Luogo                   | Medaglia        | Evento          |
| -------------------- | ----------------------- | --------------- | --------------- |
| 2020                 | Tokio ( Giappone)       | Bronzo          | Gara a squadre  |
| Mondiali             |                         |                 |                 |
| 2015                 | Chicago ( Stati Uniti)  | Bronzo          | Individuale     |
| 2018                 | Gold Coast ( Australia) | Argento         | Individuale     |
| 2019                 | Lausana ( Svizzera)     | Oro             | Individuale     |
| 2020                 | Hamburgo ( Germania)    | Oro             | Individuale     |
| Mondiali a staffetta |                         |                 |                 |
| 2012                 | Stoccolma ( Svezia)     | Argento         | staffetta mista |
| 2014                 | Amburgo ( Germania)     | Argento         | staffetta mista |
| 2015                 | Amburgo ( Germania)     | Oro             | staffetta mista |
| 2018                 | Amburgo ( Germania)     | Oro             | staffetta mista |
| 2019                 | Amburgo ( Germania)     | Oro             | staffetta mista |
| Europei              |                         |                 |                 |
| 2016                 | Châteauroux ( Francia)  | Oro             | Individuale     |

### Titoli junior
- Campione mondiale di triathlon junior - 2008
- Campione europeo di triathlon junior - 2008